# Glinożelazian(III) tetrawapniowy
Glinożelazian(III) tetrawapniowy (glinożelazian(III) czterowapniowy), Ca4(Al,FeIII)4O10 lub Ca2(Al,FeIII)2O5 – nieorganiczny związek chemiczny, sól wapniowa o zmiennej zawartości żelaza(III) i glinu, jeden ze składników cementu portlandzkiego tworzący fazy ferrytowe klinkieru i cementu portlandzkiego. W notacji stosowanej w chemii cementu oznacza się go symbolem C4AF. W postaci naturalnej występuje jako minerał brownmilleryt; nazwa ta jest też stosowana w chemii cementu.

## Własności czystej fazy
Pod nieobecność innych pierwiastków niż wapń, glin, żelazo i tlen, glinożelazian(III) czterowapniowy tworzy roztwory stałe o wzorze sumarycznym Ca2(AlxFe1-x)2O5 dla 0≤ x ≤ 0,7. Dla x > 0,7 związek nie istnieje przy zwykłych ciśnieniach. Krystalizuje w układzie rombowym. Gęstość zmienia się od 4,026 g/cm³ (x = 0) do 3,614 g/cm³ (x = 0,7). Wszystkie postacie topią się niekongruentnie w temp. 1400−1450 °C. Wykazują cechy ferromagnetyczne – tym większe, im większa jest zawartość żelaza.

## C4AF w cemencie portlandzkim
Uważa się, że Al2O3 i Fe2O3 nie są wartościowymi składnikami klinkieru, lecz przede wszystkim odgrywają rolę topników. W ich obecności powstają znaczne ilości fazy ciekłej i to w znacznie niższej temperaturze niż w układzie dwuskładnikowym CaO–SiO2.
Reaktywność wobec wody czystego C4AF jest stosunkowo duża (bardziej reaktywny jest tylko C3A), ale reaktywność ta w cemencie (mieszaninie minerałów) kształtuje się nieco inaczej: C3A > alit > C4AF > belit.
Podczas hydratacji (uwodnienia) tworzy 4CaO⋅Al2O3⋅nH2O oraz żel uwodnionego tlenku żelaza. W notacji chemii cementu reakcja hydratacji może być zapisana następująco:
C4AF + 7 H → C3(A,F)H6 + C(A,F)H
(dotyczy to przypadku, gdy do cementu nie jest dodany gips).
Reakcja ta jest w zasadzie szybka i egzoenergetyczna, ale wytrącenie nierozpuszczalnej warstewki uwodnionego tlenku żelaza (Fe(OH)3) na powierzchni kryształków glinożelazianu(III) czterowapniowego tworzy barierę dla dalszego przebiegu reakcji.